# Żernica Niżna
Żernica Niżna (ukrán nyelven: Жерниця Нижня, Zhernytsia Nyzhnia) Lengyelország délkeleti részén, a Kárpátaljai vajdaságban, a Leskói járásban, Gmina Baligród község területén található település. A község központjától Baligródtól közel 4 kilométernyire fekszik északkeleti irányban, míg a járási központnak számító Lesko 12 kilométernyire északra található, valamint a vajdaság központja, Rzeszów 77 kilométernyire északra van a településtől.

## Fordítás
Ez a szócikk részben vagy egészben  a(z)   Żernica Niżna című angol Wikipédia-szócikk ezen változatának fordításán alapul.  Az eredeti cikk szerkesztőit annak laptörténete sorolja fel. Ez a jelzés csupán a megfogalmazás eredetét és a szerzői jogokat jelzi, nem szolgál a cikkben szereplő információk forrásmegjelöléseként.